# Wawla
Wawla (gr. Βάβλα) – wieś w Republice Cypryjskiej, w dystrykcie Larnaka. W 2011 roku liczyła 52 mieszkańców.